# Eyad Ismoil
Eyad Ismoil (en arabe : اياد اسماعيل), né en Jordanie, est un terroriste islamiste palestinien de nationalité jordanienne. Il est l'un des auteurs de l'attentat du World Trade Center de 1993. En avril 1998, il est condamné à 240 années d'emprisonnement pour avoir chargé la bombe dans la camionnette et conduit le véhicule jusqu'au parking du World Trade Center,. Il est emprisonné dans la prison de très haute sécurité ADX Florence vingt années avant d'être déplacé dans la prison de haute sécurité d'Hazelton, dans le comté de Preston. 
Jordanien, Ismoil entre aux États-Unis le 9 octobre 1989 avec un visa d'étudiant pour étudier à l'université d'État de Wichita au Kansas,. Il ne termine que trois semestres et abandonne les cours en décembre 1990. Il part habiter à Brooklyn où il travaille comme chauffeur de taxi pour une courte période. Il travaille dans une épicerie à Dallas lorsque son ami d'enfance Ramzi Yousef l'appelle le 9 février 1993 pour qu'il le rejoigne à New York. Il achète alors un billet d'avion pour un vol du 21 février où il rejoint Yousef. Cinq jours plus tard, il gare la camionnette piégée dans le parking du World Trade Center. Dans les heures qui suivent l'attentat, il quitte le pays pour la Jordanie.